# Wei Yuan
Dans ce nom chinois, le nom de famille, Wei, précède le nom personnel.
Pour les articles homonymes, voir Wei.
Wei Yuan chinois : 魏源 ; pinyin : wèi yuán, né Wei Yuanda (魏远达, wèi yuǎndá), né à Shaoyang, province du Hunan, le 23 avril 1794, et décédé le 26 mars 1857, était un universitaire chinois. Il vécut donc principalement sous le règne de l'empereur Qing Jiaqing.
Il adopta très tôt le néoconfucianisme.
Il proposa de nombreuses améliorations possibles de l'Empire, sous la Dynastie Qing, parmi lesquelles :
- le passage par la mer plutôt que le Grand Canal pour le transport des denrées alimentaires ;
- le renforcement des défenses militaires chinoises ;
- une immigration de masse des Hans vers le Xinjiang conquis sous Qing Qianlong.

Il est l'auteur, en 1842, du Sheng wu ji (圣武记 / 聖武記, shèng wǔ jì, « Mémoire des guerres de l'Empereur ») ainsi que d'une Géographie illustrée des nations maritimes.